# 迷因币
迷因币（英語：Memecoin），又称米姆币，指源自網路迷因（internet meme）、互联网表情包、搞笑图或有其他幽默元素特征的加密貨幣。
2013年底，兩位软件工程师带着开玩笑的本意采用Doge这个网络表情包发行了狗狗币，开启了迷因币的热潮。截至2023年6月，市场上总共有超过340种迷因币，最著名的包括有狗狗币、柴犬幣、FLOKI等。這種迷因幣的單價一般非常低，且波幅往往比一般加密貨幣大。例如狗狗幣於2021年前的價格為約0.002-0.003美元，2021年達歷史高位約0.68美元，之後回落，2022至2024年維持於0.07-0.15美元左右，狗狗幣曾多次於24小時内價格變化高達百分之幾百，甚至上千。
2021年底，迷因币FLOKI在伦敦公共交通上投放的广告引起了英国广告监管局的担忧并对其展开调查。英国相关监管机构认为其是一种不受监管的金融产品。
部分国家已经开始采取措施监管迷因币。2021年初，作为其打击加密货币行动的其中一部分，泰国证券交易委员会也禁止了迷因币。

## 流行原因
狗狗币人气飙升的其中一個因素包括活躍於社交網絡的美国富商，特斯拉首席执行官埃隆·马斯克的公开言论。他在2022年持续发布关于狗狗币的推特推文，包括在1月的时候表示“如果麦当劳开始接受狗狗币作为支付方式，他将在电视上直播吃麦当劳的开心乐园餐。”

## 迷因币排名
截至2024年10月，市值排名前六迷因幣。
| 名稱                     | 代碼  | 價格        | 市值            |
| ------------------------ | ----- | ----------- | --------------- |
| 狗狗幣 (英語：Dogecoin） | DOGE  | $0.109      | $15,963,071,274 |
| 柴犬币                   | SHIB  | $0.00001747 | $10,290,150,222 |
| Pepe                     | PEPE  | $0.059663   | $4,051,073,801  |
| dogwifhat                | WIF   | $2.52       | $2,538,851,941  |
| Bonk                     | BONK  | $0.00002095 | $1,493,630,880  |
| FLOKI                    | FLOKI | $0.0001373  | $1,331,054,235  |

## 迷因币投資风险
迷因币的價格很容易受到社交軟體、名人推廣或者市場情緒的影響，價格波動劇烈，可能短時間內大幅上漲或下跌，例如一些頂級的meme代幣，可以在24小時之內，它們的價值可以有5%-10%的漲跌範圍。並且許多迷因币沒有實際的應用場景或者項目支撐，價格更多的是依賴於市場情緒和炒作，這使得它們的價值很不穩定。
另外，很多迷因币的壽命非常短，隨著熱度消退或市場情緒轉變，有些幣種很快失去市場吸引力，幣價下跌至幾乎無價值。同時，迷因币的市場可能存在詐騙項目，例如假冒名人發行迷因币或者進行假空頭活動等。